# Capnia shasta
Capnia shasta är en bäcksländeart som beskrevs av Nelson, C.R. och Baumann 2009. Capnia shasta ingår i släktet Capnia och familjen småbäcksländor. Inga underarter finns listade i Catalogue of Life.